# Iota d'Hèrcules
Iota d'Hèrcules (ι Herculis) és un estel en la constel·lació d'Hèrcules de magnitud aparent +3,79. S'hi troba a 495 anys llum de distància del sistema solar.
Iota d'Hèrcules és un subgegant blau de tipus espectral B3IV i 17.800 K de temperatura. 2500 vegades més lluminós que el Sol, té un radi 5,3 voltes més gran que el radi solar. Posseeix una massa 6,5 vegades major que la massa solar; els estels massius evolucionen ràpidament i, encara que la seva edat és de només 45 milions d'anys, ja ha acabat —o està a punt de fer-ho— la fusió del seu hidrogen intern. Dins dels estels de tipus B, Iota d'Hèrcules rota lentament —la velocitat de rotació mesurada és de 10 km/s—, cosa que suggereix que el seu eix de rotació està orientat cap a la Terra.
Així mateix, Iota d'Hèrcules és una estrella B polsant lenta (SPB), una classe de variables semblant a les variables Beta Cephei. Es coneix un període principal, de 4,48 dies, en combinació amb altres tres períodes, i les variacions de lluentor són massa petites per ser percebudes per l'ull humà.
Iota d'Hèrcules és una binària espectroscòpica amb un període orbital de 113,804 dies, implicant una separació entre les dues components d'1 UA. Es coneix l'existència d'una segona companya, aproximadament a 30 UA de la binària, el període orbital de la qual ha de ser d'uns 60 anys. Visualment a 2 minuts d'arc, es pot observar un tènue estel de magnitud +11,8; sembla també lligada al sistema, estant separada de les altres tres components almenys 18.000 UA, per la qual cosa pot emprar un milió d'anys a completar una volta al voltant d'elles.